# Ralph Vaughan Williams
Ralph Vaughan Williams (ejtsd: [Réjf Vón Viljemz]) Down Ampney, 1872. október 12. –  London, 1958. augusztus 26.) angol zeneszerző.

## Munkássága
Vagyonos családban született; kora gyermekkorában megtanult több hangszeren játszani. Zenei tanulmányait Rottingdeanben és Charterhouse-ban végezte, majd a londoni Royal College of Music növendéke 1899-ig, közben két évig Cambridge-ben is tanult az egyetemen. Stanfordban Parry és Wood tanítványa volt, majd Berlinben Max Bruchnál tanult. 1908-ban, Párizsban kapcsolatba került Ravellel, és ez mind harmóniavilágára, mind hangszerelésére nézve nagy jelentőségű találkozás volt. Az angol népdal és kórushagyomány nyelvezetéhez mindig is vonzódott, így csatlakozott az Angol Népzenei Társasághoz; a huszadik század elejétől szorgosan gyűjtögette a régi, főleg Tudor-korabeli dalokat, s hazájának egyik legbuzgóbb népzenekutatójává, -gyűjtőjévé és -feldolgozójává vált. 1896–99 között a londoni South Lambeth Chapel orgonistája, 1919-ben a Royal College of Music zeneszerzéstanára lett.
Ha törvényszerű, hogy minden országnak legyen egy nagy zeneszerzője, aki felfedezi a népzenét, ugyanakkor a maga invenciójából támadt remekművekkel gazdagítja népe kultúráját, úgy Angliában Vaughan Williams volt ez a kiváló egyéniség. Egyéni, romantikusan illusztratív, színhatásokban, szabad és újszerű polifóniában gazdag nyelvezetét elsősorban az angol népzene és a 16–17. századi angol mesterek hatása alakította ki. Zenéjéből az angol táj meghitt hangulata árad. De mélyen gyökerező angol mivolta adja művészetének egyetemes értékét is. Számos, természetpoézisben gazdag művet írt, mint például a The Lark Ascending, In the fen country; leghíresebb műve, a Fantázia egy Thomas Tallis-témára archaizáló jellegű. Komponált még kilenc szimfóniát, zenekari műveket, szviteket, dalokat, színpadi és kórusműveket stb.

## Kották
- Vaughan Williams, Ralph. International Music Score Library Project. (Hozzáférés: 2019. május 17.)